# Runer Jonsson
Runer Jonsson, (Nybro, 29 de junho de 1916 – 29 de outubro de 2006) foi um escritor e jornalista sueco.

## Biografia
Runer Jonsson foi responsável pelo sucesso único da história da imprensa sueca. Em 1936, aos 19 anos, ele trabalhou como editor na revista Nybro Tidning, onde escreveu por conta própria há 45 anos. Ao mesmo tempo, ele publicou vários outros jornais. Sua crítica do nazismo na década de 40 era muito ousada.
Jonsson estreou como poeta com sua colecção Det var några lågmälda toner em (1946).  Suas obras seguintes, tiveram cerca de 50 livros, incluindo Vicke Viking como o seu primeiro livro (1963), e Ulme från Öland. Vicke foi traduzido para vinte idiomas, e teve várias adaptações para televisão, programas de rádios, e musicais baseados em Vicke Viking encantando jovens e idosos em todo o mundo. Entre 1974-75 foi produzido no Japão uma série animada de televisão, baseada em Vicke Viking, Vickie, o Viking e logo a série alcançou grande uma grande audiência entre o Japão, Portugal, Reino Unido, a Alemanha, Áustria, Suíça, Espanha, mas não foi mostrado na televisão sueca na época.

## Obras
- Vicke Viking (1963)
- Ulme från Öland
- Släpp farmor och kusinerna! (1970)
- Vad ger ni för Johan? (1971)
- Göran i riddarskolan (1972)
- Demonstranterna (1978)
- Kung Karls trosspojke (1980)
- Min gode vän Rånaren (1981)
- Jens, jag och unionen (1982)
- Det finns inga matchhjältar (1983)
- Den röda baskern (1993)

## Prémios
- Deutscher Jugendliteraturpreis, 1965
- Landstingets kulturpris, 1970
- Litteraturfrämjandets stora pris, 1984
- Emil-priset, 1996